# The Wandering Swordsman
The Wandering Swordsman (Yóu Xiá Er) è un film del 1970 diretto da Chang Cheh.
Film di arti marziali prodotto ad Hong Kong.

## Trama
Lo spadaccino errante viaggia intorno in cerca di avventura e incontra un gruppo di banditi che stanno progettando di rapinare un convoglio scortando alcuni oggetti di valore. Inizialmente, si è ingannato da loro nella partecipazione alla rapina, ma poi realizza la sua follia e torna a prendere la sua vendetta su di loro.